# Eriulf
Eriulf (gestorben 391) war ein Anführer der terwingischen Visigoten, die Kaiser Theodosius I. 382 an der unteren Donau als Foederaten ansiedelte.
Im Jahr 391 erhoben sich einige der visigotischen Foederaten an der unteren Donau gegen Rom. Der Terwinge Eriulf war der Anführer der Rebellion und kämpfte gegen seinen Rivalen Fravitta, einen Anführer der Visigoten, der zu den Römern hielt. Bei einem Festessen des römischen Kaisers im Jahr 391, bei dem sowohl Eriulf als auch Fravitta anwesend waren, soll es in diesem Zusammenhang zu einem Streit zwischen den beiden Anführern gekommen sein, in dessen Verlauf Fravitta Eriulf erschlug.